# Copidozoum magnum
Copidozoum magnum är en mossdjursart som beskrevs av Lopez-Fé 2007. Copidozoum magnum ingår i släktet Copidozoum och familjen Calloporidae. Inga underarter finns listade i Catalogue of Life.